# Circondario di Varese
Il circondario di Varese era uno dei circondari in cui era suddivisa la provincia di Como.

## Storia
In seguito all'annessione della Lombardia dal Regno Lombardo-Veneto al Regno di Sardegna (1859), fu emanato il decreto Rattazzi, che riorganizzava la struttura amministrativa del Regno, suddiviso in province, a loro volta suddivise in circondari. Il circondario di Varese fu creato come suddivisione della provincia di Como.
Con l'Unità d'Italia (1861) la suddivisione in province e circondari fu estesa all'intera Penisola, lasciando invariate le suddivisioni stabilite dal decreto Rattazzi.
Il circondario di Varese venne soppresso nel 1926 e il territorio assegnato al circondario di Como. Dopo pochi mesi il territorio dell'ex circondario divenne parte della nuova provincia di Varese.

## Suddivisione

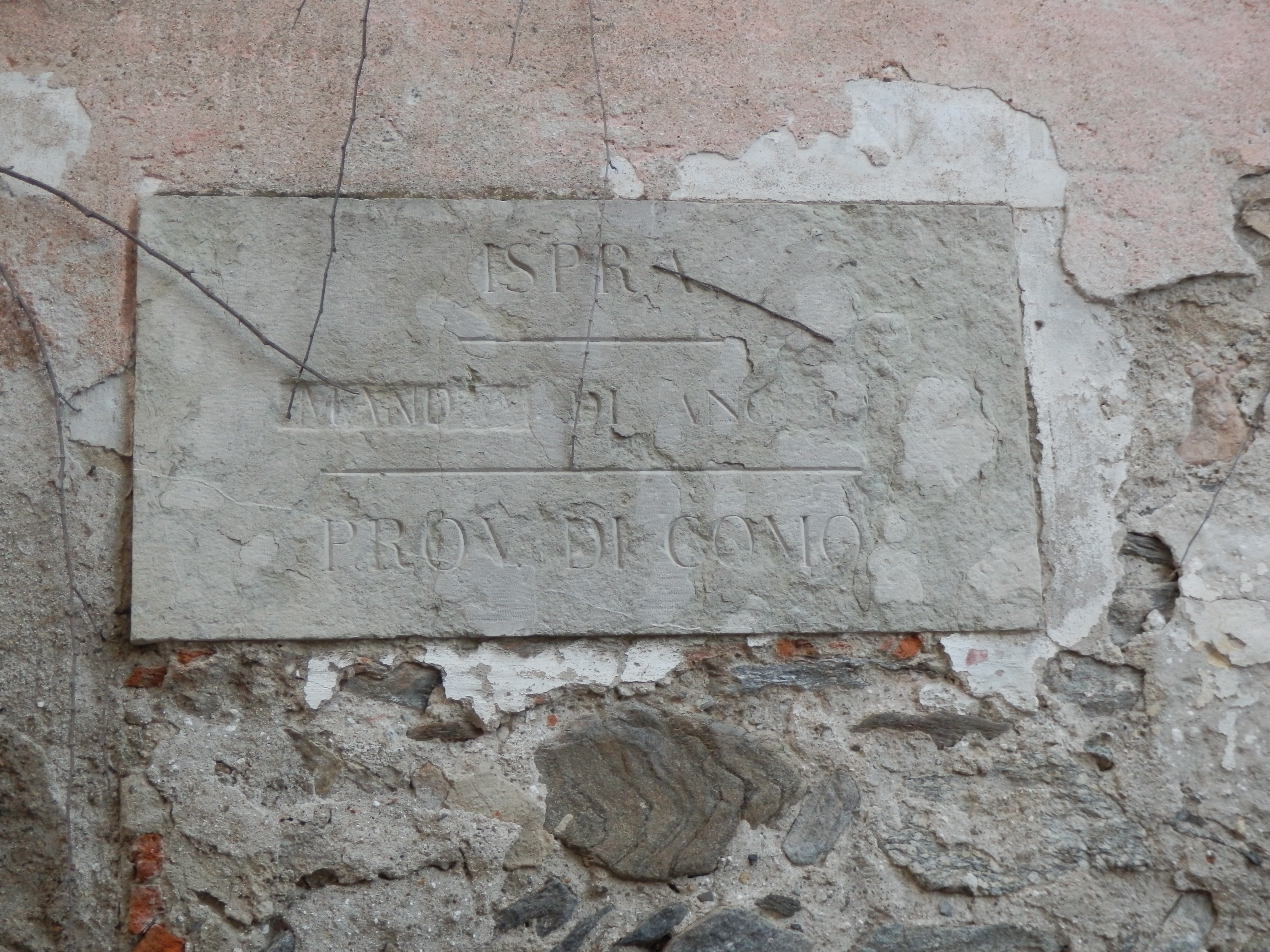
Lapide su un muro nel centro storico di Ispra, oggi provincia di Varese, riportante indicazione dell'antico mandamento di Angera nell'allora provincia di Como.

Nel 1861, la composizione del circondario era la seguente:
- mandamento I di Angera
  - comuni di Angera; Barza; Barzola; Cadrezzate; Capronno; Comabbio; Ispra; Lentate; Lisanza; Mercallo; Ranco; Taino; Ternate; Varano
- mandamento II di Arcisate
  - comuni di Arcisate; Ardena; Besano; Bisuschio; Brenno; Brusimpiano; Cazzone; Clivio; Cuasso al Monte; Induno; Lavena; Marzio; Porto; Saltrio; Valganna; Viggiù
- mandamento III di Cuvio
  - comuni di Arcumeggia; Azzio; Bedero Valcuvia; Brenta; Brinzio; Cabiaglio; Caravate; Casalzuigno; Cassano; Cavona; Cittiglio; Cuveglio; Cuvio; Duno; Ferrera; Gemonio; Masciago; Orino; Rancio; Vararo; Vergobbio
- mandamento IV di Gavirate
  - comuni di Arolo; Bardello; Besozzo; Biandronno; Bogno; Bosco; Brebbia; Bregano; Cardana; Cazzago; Celina; Cerro; Cocquio; Comerio; Gavirate; Laveno; Leggiuno; Malgesso; Mombello; Monate; Monvalle; Olginasio; Sangiano; Travedona; Trevisago; Voltorre
- mandamento V di Luvino
  - comuni di Arbizzo; Bosco; Brezzo di Bedero; Brissago; Castello; Cremenaga; Cugliate; Cunardo; Fabiasco; Germignaga; Grantola; Luvino; Marchirolo; Mesenzana; Montegrino; Muceno; Musadino; Porto; Roggiano; Veccana; Viconago; Voldomino
- mandamento VI di Maccagno Superiore
  - comuni di Agra; Armio; Biegno; Campagnano; Curiglia; Cossano; Dumenza; Garabiolo; Graglio con Cadero; Lozzo; Maccagno Inferiore; Maccagno Superiore; Monteviasco; Musignano; Pino; Runo; Tronzano
- mandamento VII di Tradate
  - comuni di Abbiateguazzone; Carnago; Caronno Corbellaro; Caronno Ghiringhello; Castelseprio; Castiglione; Castronno; Gornate Inferiore; Gornate-Superiore; Lonate Ceppino; Lozza; Morazzone; Rovate; Torba; Tradate; Vedano; Venegono Inferiore; Venegono Superiore
- mandamento VIII di Varese
  - comuni di Azzate; Barasso; Bizzozero; Bobbiate; Bodio; Brunello; Buguggiate; Capolago; Casciago; Crosio della Valle; Daverio; Galliate; Gazzada; Gurone; Lissago; Lomnago; Luvinate; Malnate; Masnago; Morosolo; Oltrona; Santa Maria del Monte; Sant'Ambrogio; Schianno; Varese; Velate